# Malva leonardi
Malva leonardi är en malvaväxtart som beskrevs av Harald Harold Udo von Riedl. Malva leonardi ingår i Malvasläktet som ingår i familjen malvaväxter. Inga underarter finns listade i Catalogue of Life.